# Syllepte sakarahalis
Syllepte sakarahalis là một loài bướm đêm trong họ Crambidae.